# عملة موندي

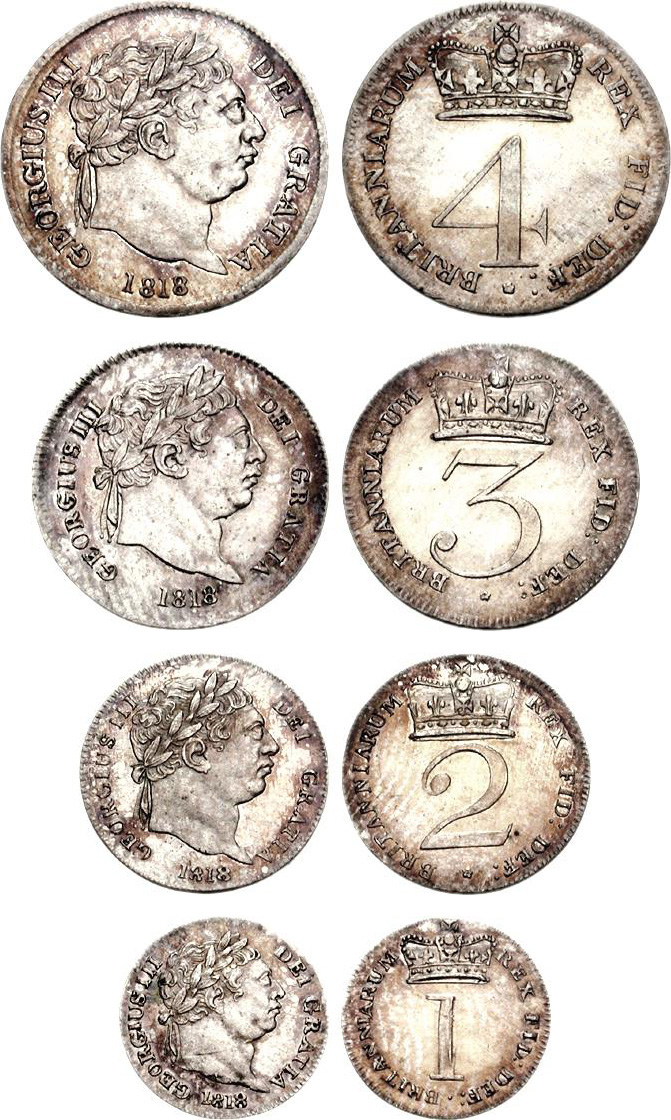
مجموعة من عملات جورج الثالث ماوندي التي يعود تاريخها إلى عام 1818 يحمل وجهها الأمامي تصميمًا يعود لعام 1817 بواسطة بينيديتو بيستروتشي؛ قدم التصميم الخلفي لأول مرة في عام 1688 المصمم غير مؤكد ولكن من المحتمل أن يكون الحائز على الميدالية جورج باور.

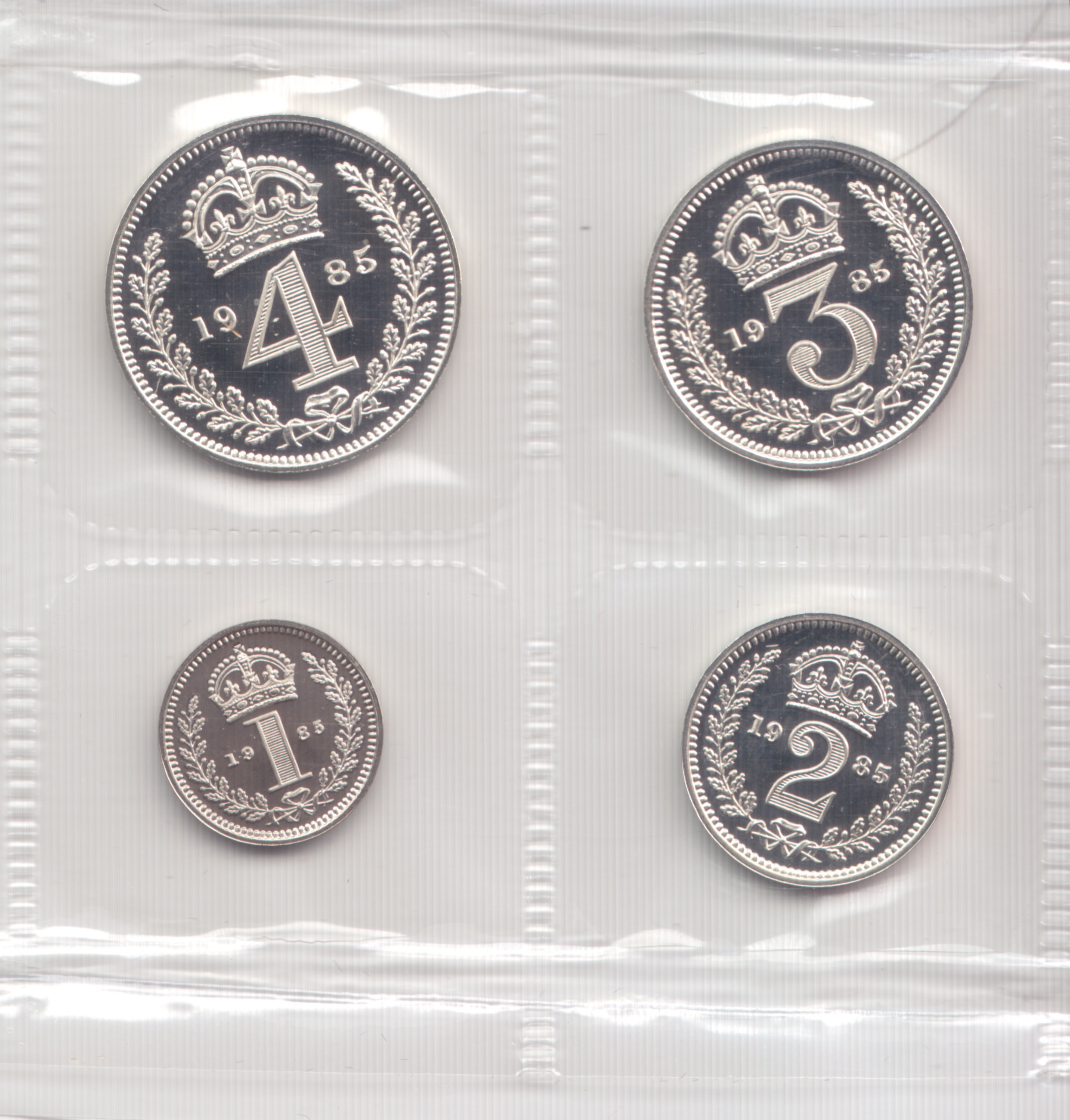
واحدة من 1248 مجموعة كاملة من عملات مووندي لعام 1985 في مظروفها البلاستيكي الذي صدر بها.

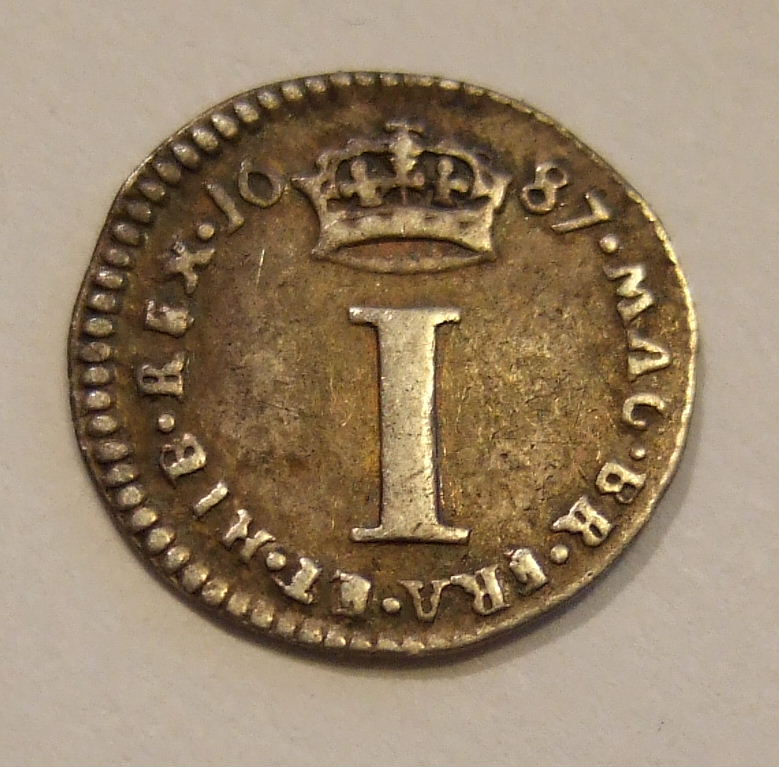
ظهر بنس متداول عام 1687 يُعتبر عادةً بنس من نوع ماوندي.

إن عملة ماوندي (بالإنجليزية: Maundy coinage) عملة الملكية توزع في خميس العهد الملكي. لم تظهر مع الوجه الجديد حتى عام 1888 وعادت إلى تركيبة الفضة التي كانت تبلغ 92.5% قبل عام 1920.
توزع عملات فضية صغيرة تُعرف باسم "أموال العهد" (قانونيًا "أموال عهد الملك") كصدقات رمزية للمستفيدين المسنين. تعتبر العملات المعدنية بمثابة عملة قانونية من الناحية الفنية، ولكنها لا تطرح للتداول عادةً بسبب محتواها من الفضة وقيمتها النقدية.

## التطوير والتصميم
كانت مجموعات العملات الفضية من فئة 1 د (بنس واحد) إلى 4 د معروفة منذ عهد تشارلز الثاني فصاعدًا. ولا يوجد سجل يشير إلى استخدام أي فئة أعلى من 1 بنس (التي كانت تُضرب للتداول في الفضة آنذاك) في هدية مووندي قبل عام 1731، ومن المرجح أن تكون المجموعات التي سبقت ذلك التاريخ عبارة عن ضربات تداول عادية. في ذلك الوقت كانت العملات المعدنية المستخدمة لتوزيع أموال مووندي غير قابلة للتمييز عن تلك التي ضربت للتداول. ولم تستخدم العملات المعدنية غير المخصصة للتداول لتوزيع مووندي إلا في عام 1752. في الأوقات التي كانت تسك فيها القليل من الفضة بواسطة دار سك العملة الملكية وربما كانت العملات الموزعة تحمل تاريخ العام السابق. لتجنب الحظر القانوني على سك العملات الفضية أثناء الحروب النابليونية تحمل جميع قطع مووندي الصادرة من عام 1800 إلى عام 1815 تاريخ 1800 مع أن معظمها سك في وقت لاحق. عندما غير التاريخ أخيرًا في عام 1816 بعد انتهاء الحظر قلص حجم العملات المعدنية قليلاً حيث قامت دار سك العملة الملكية بزيادة الكمية المضروبة من جنيه تروي واحد من الفضة الإسترلينية من 62 إلى 66 شلنًا من العملات الفضية. آخر العام لم تسك فيه أي من العملات المعدنية من عصر ماوندي كان عام 1821.
في عام 1689 بدأت دار سك العملة الملكية في استخدام تصميم لظهر العملات الفضية الأربع ذات الفئات المنخفضة يصور رقمًا متوجًا. المصمم غير معروف (يشير ريتشارد لوبيل في كتالوجه للعملات البريطانية إلى أن الفنان كان جورج باور موظف في دار سك العملة الملكية التي تحمل ميدالياته خصائص مماثلة) ولكن أعماله استمرت في شكل منقح لأكثر من 300 عام. في عام 1822 قدم الوجه الآخر المعدل وضرب كل عام منذ ذلك الحين في جميع الطوائف الأربع. أنشئ التصميم العكسي لعام 1822 والذي يضع الرقم المتوج داخل إكليل من خشب البلوط بواسطة جان بابتيست ميرلين. ولا يزال هذا التصميم يُضرب كل عام مع تعديل التاج في عام 1888 كما عدل مظهر الرقم "2" على العملة المعدنية فئة البنسين. أجرى هذه التغييرات النقاش ليونارد تشارلز واين من دار سك العملة الملكية. ورفض الملك جورج السادس اقتراح قدمته دار سك العملة الملكية في عام 1950 للعودة إلى الرقم "2" الذي كان موجودًا قبل عام 1888 باعتباره أكثر فنية حيث شعر بأن الرقم الحالي كان مشابهًا من الناحية الأسلوبية للأرقام الموجودة على العملات المعدنية الأخرى وأن الرقم "2" الذي كان موجود قبل عام 1888 لم يكن كذلك.
ابتداءً من عام 1834 سكت قطع نقدية من فئة ثلاثة بنسات (3 بنسات) للتداول تحمل نفس تصميم عملة مووندي 3 بنسات. وسكت العملات المتداولة في البداية لاستخدامها في جزر الهند الغربية ولكن بدءًا من عام 1845 سكت لاستخدامها في بريطانيا أيضًا. لقد أنفقت العديد من القطع ثلاثية الأبعاد المقدمة إلى المستفيدين الفقراء من مووندي وهي أندر من القطع الأخرى الثمينة اليوم. يمكن في بعض الأحيان التمييز بين مونداي 3د وعملة 3د حيث تم استخدام قوالب ذات مجال أكثر صقلًا لقطع مونداي. وظل تصميم العملة المعدنية المتداولة 3د كما هو الحال في عملة مونداي 3د حتى عام 1927 عندما قدم تصميم جديد للعملات المعدنية المتداولة. سكت عملات معدنية من فئة بنسين مطابقة لقطع ماوندي مخصصة للاستخدام الاستعماري في أعوام 1838 و1843 و1848.
كان التكوين الأصلي للعملات المعدنية عبارة عن فضة إسترلينية (0.925). كما هو الحال مع جميع العملات الفضية البريطانية خفض نقائها إلى 0.500 في عام 1921. في عام 1947 أزيلت الفضة من جميع العملات البريطانية المتداولة لصالح النيكل النحاسي ولكن نظرًا لأنه كان من غير المناسب ضرب عملات مووندي من المعدن الأساسي فقد استعيد نقائها إلى 0.925. في يوم العشرية 15 فبراير 1971 أصبح الجنيه الإسترليني عشريًا مع 100 بنس جديد بدلاً من 20 شلن من 12 بنس (240 بنس) في الجنيه. لم يجرى أي تغيير على تصميم قطع يوم العهد وجميع قطع يوم العهد سواء قبل أو بعد يوم العشرية، وتعتبر بموجب القانون مقومة بالبنسات الجديدة أي أكثر من ضعف القيمة الاسمية للقطع قبل عام 1971. واستمرت قطع ماوندي في استخدام التصميم الأصلي للوجه الأمامي للملكة إليزابيث الثانية بواسطة ماري جيليك مع استبدال تمثال نصفي للملكة على العملات البريطانية الأخرى بأسلوب متكرر مع تقدمها في السن. في وقت التحويل إلى النظام العشري أوصت اللجنة الاستشارية للدار الملكية للسك بالاحتفاظ بالعملة بسبب إعجابها بتصميم جيليك وقد قبلت الملكة هذا الأمر.
بعد سبعين عامًا من استخدام صورة جيليك على عملة إليزابيث ماوندي وزعت العملات المعدنية في عام 2023 بوجه جديد. استخدمت هذه العملة المعدنية صورة الملك تشارلز الرسمية التي رسمها مارتن جينينغز .

## التوزيع وإعادة البيع

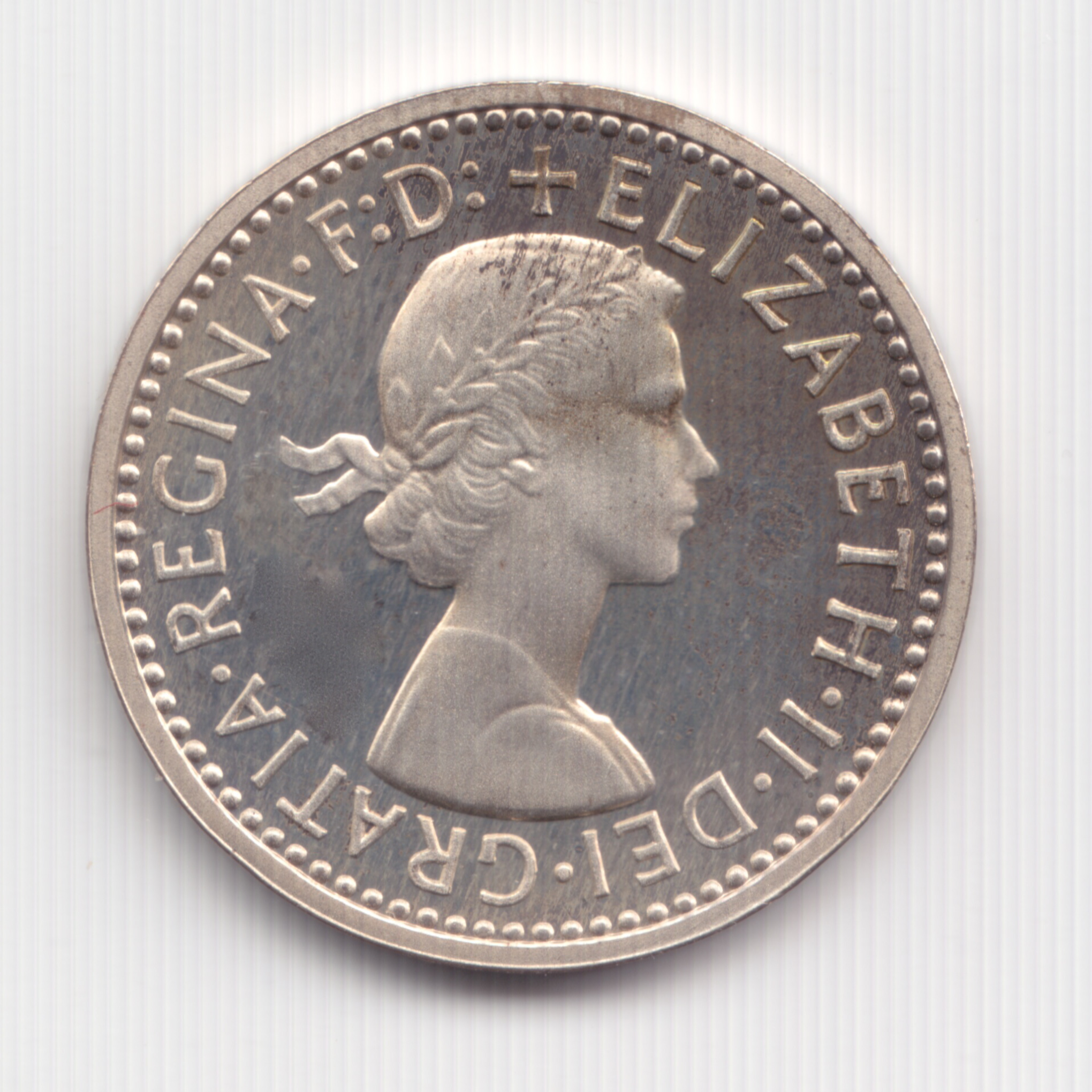
عملة معدنية من فئة أربعة بنسات من عملة مووندي عام 1982؛ مثل جميع قطع عملة مووندي الخاصة بإليزابيث الثانية تحمل تصميمًا للوجه من تصميم ماري جيليك والذي استبدل منذ فترة طويلة بتصميمات أخرى للعملات المتداولة.

في القرن التاسع عشر ضرب ما يصل إلى ستين ضعف عدد القطع اللازمة للاحتفال بسبب الاهتمام العام بالاحتفال والقطع. وابتداءً من عام 1846 طلبت الملكة فيكتوريا قطعًا لاستخدامها الخاص بما يصل إلى 10 جنيهات إسترلينية (2400 جنيه إسترليني). (بنس) في السنة. واشترى تجار العملات العديد من المجموعات والبعض الآخر اشتراهم مسؤولي دار سك العملة كهدايا. قاموا بالحصول على كميات صغيرة من عملات البنس والأربعة بنسات من يوم مووندي (وخاصة الأخيرة) الكليات في جامعة كامبريدج لاستخدامها في إجراء المدفوعات السنوية الرمزية. وظلت هذه الطلبات تُلبى حتى منتصف القرن العشرين وبعد ذلك رفضتها دار السك الملكية؛ واستخدمت الكليات بعد ذلك عملات معدنية قديمة (أربعة بنسات) أو استغنت عن العادة.
وفقًا لروبنسون فإن ممارسة مطالبة المتلقين ببيع هداياهم "مستمرة منذ فترة طويلة". يروي روبنسون وصفًا للمشاهد بعد خدمة العهد في مطلع القرن التاسع عشر:
[إيه]مجرد انتهاء الخدمة تتوافد حشود المشترين بلهفة حول كبار السن الذين يأخذون ثمنًا لعملاتهم المعدنية. المعدل الذي يتقاضونه عادة هو أربعة أو خمسة أضعاف القيمة الاسمية للعملات المعدنية. يقومون بالتخلص من المحافظ في بعض الأحيان بمبلغ يتراوح بين شلن واحد إلى شلنين لكل منها اعتمادًا على السوق.
بحلول عام 1897 حث المستفيدين من خواتم مووندي على بيع القطع الصغيرة بسعر أعلى؛ وتوجد حكايات عن أمريكيين دفعوا أسعار مرتفعة مقابل مجموعة في ذلك العام وهم راغبين في الحصول على تذكار من اليوبيل الماسي لفيكتوريا.

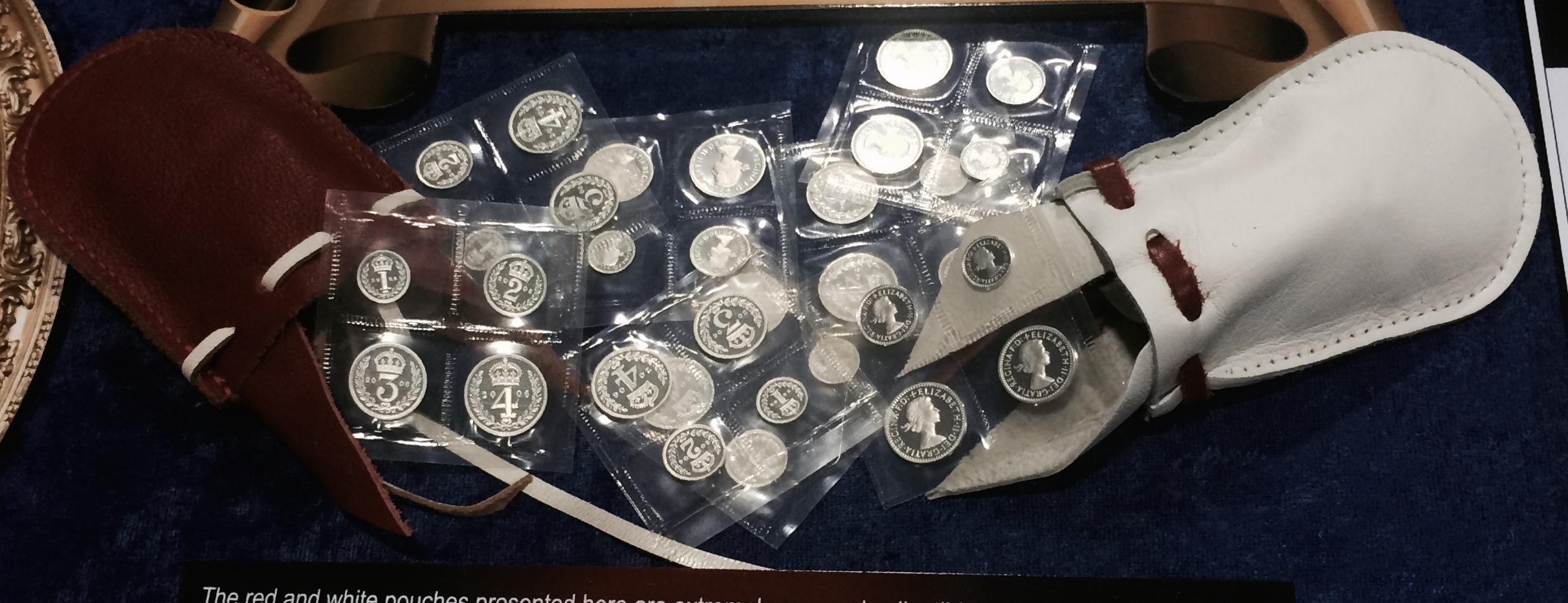
أكياس وعملات معدنية أعطيت لمتلقي مووندي عام 2006

في عام 1903 بذلت دار سك العملة الملكية أول جهد لها لتقليص عدد القطع الموزعة مما أدى إلى إلغاء 200 قطعة. عمال سك العملة (وخاصة عاملات النظافة والعمال) من قائمة التوزيع. حتى عام 1908 كان من الممكن طلب مجموعات مونداي من البنوك. ومع ذلك ابتداءً من عام 1909 أصبح توزيع القطع مقتصرًا على المتلقين لهدايا عيد الفصح وبعض المسؤولين. انخفض سك مجموعات عملات مووندي من 9,929 في عام 1908 إلى 2,428 في العام التالي. بحلول عام 1932 كان متلقو مووندي يبيعون العملات المعدنية بصفة روتينية للتجار مقابل علاوة. ولم تكن هناك استجابة رسمية كبيرة لهذا الأمر حتى ستينيات القرن العشرين، عندما طرحت أسئلة في مجلس اللوردات بعد أن ذكرت الصحافة أن التجار اقتربوا من المستفيدين بعد الخدمة وعرضوا عليهم النقود مقابل هداياهم. ردًا على ذلك قامت دار سك العملة الملكية بتقليص عدد المجموعات المتاحة للمسؤولين مع أن موظفي دار سك العملة الملكية ذوي الخدمة الطويلة تُعرض عليهم الفرصة -كل بضع سنوات- لشراء مجموعة. وتستخدم عدد من المجموعات كجوائز للطلاب في مدرسة وستمنستر وهي ممارسة يُقال إنها بدأت مع إليزابيث الأولى، مع أن هذا يحدث الآن فقط في السنوات التي تُقام فيها الخدمة في دير وستمنستر. لا توزع المجموعات التي توزعها دار سك العملة الملكية بهذه الطرق في محافظ،بل في صناديق عرض.
في السنوات الأخيرة سك ما يقرب من 1600 إلى 1900 مجموعة. وسكت مجموعات إضافية لضمها إلى مجموعات فضية خاصة سوقتها دار سك العملة الملكية في عام 1996 و2000 و2006 مع إصدار خاص من الذهب كجزء من مجموعة ذهبية في عام 2002. وقد حقق متلقو مووندي الأفراد ما يصل إلى 100 جنيه إسترليني لكل مجموعة من أربع قطع بناء على بيعها على موقع إباي.

## المواصفات (منذ عام 1816)
| style="text-align:right؛"\|0.47 | 1⁄66\|style="text-align:right؛"\|11.15 | 0.44  |
| style="text-align:right؛"\|0.94 | 1⁄33\|style="text-align:right؛"\|13.44 | 0.529 |
| style="text-align:right؛"\|1.41 | 1⁄22\|style="text-align:right؛"\|16.26 | 0.640 |
| style="text-align:right؛"\|1.89 | 2⁄33\|style="text-align:right؛"\|17.63 | 0.694 |

## الفهرس
- Allison، Ronald؛ Riddell، Sarah، المحررون (1991). The Royal Encyclopedia. Macmillan Press. ISBN:978-0-333-53810-4.
- Bressett، Kenneth (1964). A Guide Book of English Coins: Nineteenth and Twentieth Centuries (ط. 3rd). Whitman Publishing Co.
- Cole، Virginia A. (2002). "Ritual charity and royal children in thirteenth-century England". في Rollo-Koster, Joëlle (المحرر). Medieval and Early Modern Ritual: Formalized Behavior in Europe, China, and Japan. BRILL. ISBN:978-90-04-11749-5.[وصلة مكسورة]
- Lobel، Richard (1999). Coincraft's 2000 Standard Catalogue of English and UK Coins, 1066 to Date. Standard Catalogue Publishers Ltd. ISBN:978-0-9526228-8-8.
- Robinson، Brian (1977). The Royal Maundy. Kaye and Ward. ISBN:978-0-7182-1151-6.
- Robinson، Brian (1992). Silver Pennies & Linen Towels: The Story of the Royal Maundy. Spink & Sons Ltd. ISBN:978-0-907605-35-5.
- Seaby، Peter (1985). The Story of British Coinage. B.A. Seaby Ltd. ISBN:978-0-900652-74-5.
- Welfare، Simon؛ Bruce، Alastair (1993). Days of Majesty. Michael O'Mara Books Ltd. ISBN:978-1-85479-108-5.
- Wright، Peter A. (1990). The Story of the Royal Maundy (ط. revised). Pitkin Pictorials. ISBN:978-0-85372-490-2.

## روابط خارجية
- "عملة العهد - دار السك الملكية"
- "موندي - مجرد ماوندي"
- صفحة متحف سك العملة الملكية حول عملة العهد . نسخة محفوظة 2012-12-15 على موقع واي باك مشين. .